# بودينا
بودينا هي بلدة في مقاطعة كاسان في ولاية قشقداريا في أوزبكستان.